# Hubert Van Humbeeck
Hubert Van Humbeeck (Ternat, 22 oktober 1950) is een Belgisch journalist en voormalig redacteur.

## Levensloop
Van Humbeeck studeerde rechten aan de Rijksuniversiteit Gent, alwaar hij in 1974 afstudeerde. Hierop aansluitend ging hij aan de slag bij Knack. Bij Roularta was hij achtereenvolgens redacteur (1975-1979), adjunct-hoofdredacteur (1979-1983), hoofdredacteur (1983-1997), redactiedirecteur (1997-2002) en seniorwriter tot zijn pensioen in 2013.
Sinds 2010 is hij tevens lid van de Raad voor de Journalistiek vanuit de Vlaamse Vereniging van Journalisten (VVJ), waarvan hij sinds 2015 voorzitter is in opvolging van Wim Criel.

## Eerbetoon
- 2016 - Commandeur in de Kroonorde[3]